# Henriette-Catherine d'Orange-Nassau
Henriette Catherine d'Orange-Nassau née le 10 février 1637 et décédée le 3 novembre 1708 est la fille de Frédéric-Henri d'Orange-Nassau et d'Amélie de Solms-Braunfels. Elle est une membre de la Maison d'Orange-Nassau.

## Biographie

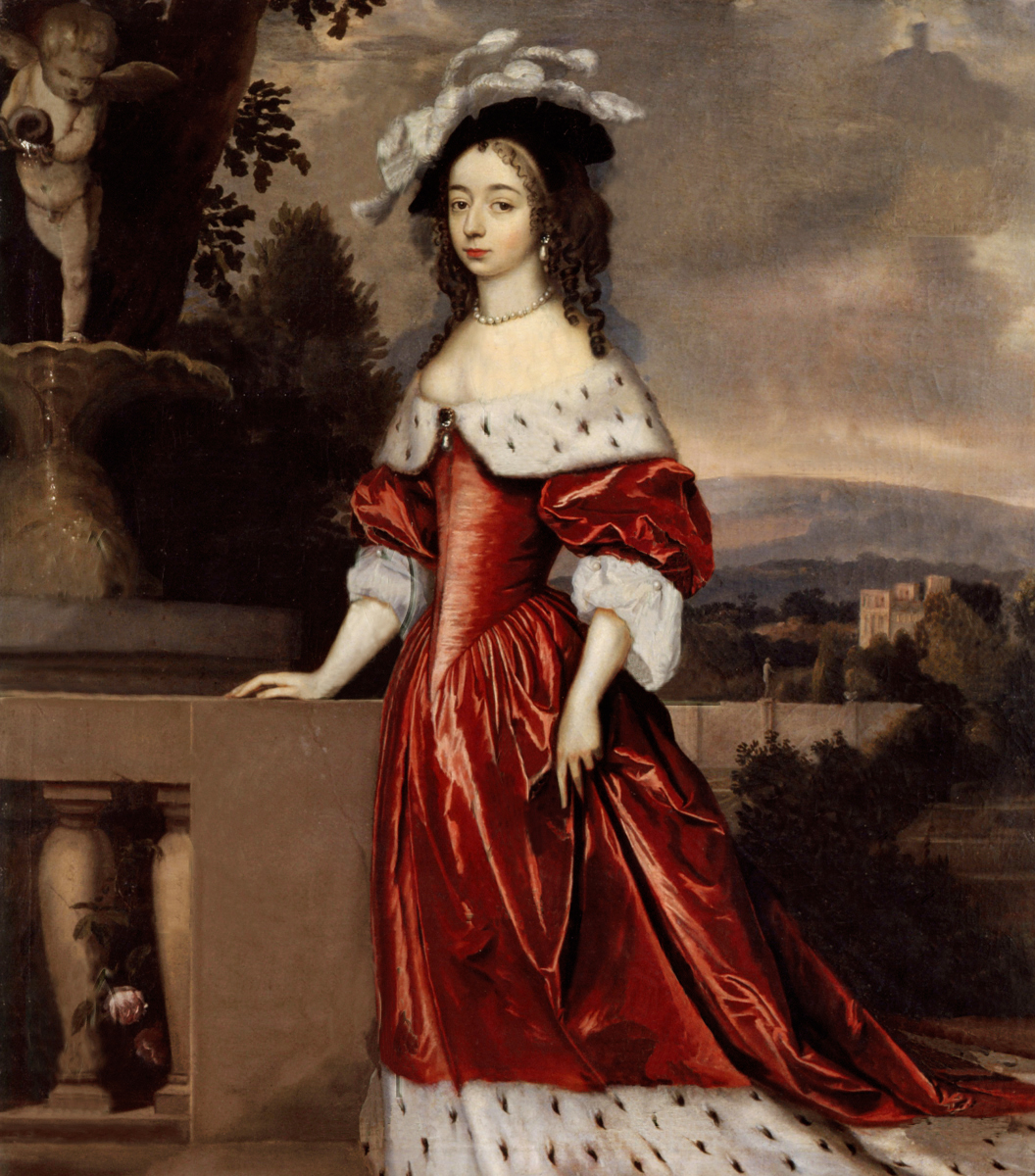
Henriette-Catherine d'Orange-Nassau

Henriette est née à La Haye et est le septième enfant de ses parents.
Après la Guerre de Trente Ans son père souhaite faire la paix avec l'Allemagne et marie ses filles avec des nobles allemands. Henriette épouse Jean-Georges II d'Anhalt-Dessau à Groningue le 9 septembre 1659. Le couple a dix enfants :
- Amélie-Ludovique (1660-1660) ;
- Henriette-Amélie (1662-1662) ;
- Frédéric-Casimir (1663-1665) ;
- Élisabeth-Albertine d'Anhalt-Dessau (1665-1706), épouse en 1686 le comte Henri de Saxe-Weissenfels-Barby ;
- Henriette-Amélie d'Anhalt-Dessau (1666-1726), épouse en 1683 le prince Henri-Casimir II de Nassau-Dietz ;
- Louise-Sophie (1667-1678) ;
- Marie-Éléonore (1671-1756), épouse en 1687 le prince Jerzy Józef Radziwiłł ;
- Henriette-Agnès (1674-1729) ;
- Léopold (1676-1747), prince d'Anhalt-Dessau ;
- Jeanne-Charlotte d'Anhalt-Dessau (1682-1750), épouse en 1699 le margrave Philippe-Guillaume de Brandebourg-Schwedt.

Henriette et Jean-George ont une grande influence sur l'agriculture, la construction de ports et de digues, l'architecture et la peinture. En 1660, Jean-George donne à sa femme la ville de Nischwitz.
Jean-George meurt à Berlin en 1693. Leur fils, Leopold étant encore mineur, Henriette assure la régence jusqu'à sa majorité. Elle meurt en 1708.